# Ermistu (jezioro)
Ermistu (est. Ermistu järv) – jezioro na obszarze gminy Tõstamaa w prowincji Parnawa, w Estonii. Ma powierzchnię 454 hektarów, maksymalną głębokość 2,9 m. Pod względem powierzchni jest dziewiątym jeziorem w Estonii. Sąsiaduje z jeziorem Tõhela järv. Wypływa z niego niewielka rzeczka Tõstamaa jõgi. Na południe od jeziora znajduje się wieś Tõstamaa, natomiast na północ Ermistu.
W jeziorze występują między innymi płocie, Szczupak pospolityi, wzdręgi, leszcze, okonie, karpie.